# 키트루다
키트루다(Keytruda)는 MSD가 개발한 면역항암제를 말한다. 키트루다는 상표명이고, 공식적인 의약품 명칭은 MK-3475, 펨브롤리주맙(Pembrolizumab)이라고 한다.
13가지의 암을 치료할 수 있다고 알려졌다.
3세대 면역항암제는 1960~70년대 1세대 세포독성항암제, 2000년대 초반의 2세대 표적항암제에 이어, 암치료의 새로운 패러다임이다. 사이언스지는 2013년 '올해의 연구'(breakthrough of the year)로 면역항암제를 선정했다.
2015년 8월 91세 나이에 뇌종양 수술을 받았던 지미 카터 전 미국 대통령이 12월 6일 자신이 완치되었다고 밝혔다. MSD의 면역항암제 키트루다(Keytruda)를 처방받았다. 전문가들은 "카터 전 대통령의 뇌종양이 완치된 것은 최근 의학의 획기적인 발전 덕택"이라고 말한다.
- 면역항암제